# Manduèlh
Manduèlh (en francès Manduel) és un municipi francès situat al departament del Gard i a la regió d'Occitània. L'any 1999 tenia 5.748 habitants.